# Eve-Marie Becker
Eve-Marie Becker (* 9. August 1972 in Diez, Rheinland-Pfalz, Deutschland) ist eine deutsche evangelische Theologin. Seit 2018 ist sie Professorin für Neues Testament (Lehrstuhl) an der Westfälischen Wilhelms-Universität Münster.

## Leben
Eve-Marie Becker studierte von 1991 bis 1997 Evangelische Theologie in Marburg und Erlangen, wo sie 2001 mit einer Arbeit über den 2. Korintherbrief promoviert wurde. 2004 habilitierte sie sich in Erlangen über das Markusevangelium. Von 2006 bis 2018 war sie Professorin für neutestamentliche Exegese (Ordinariat) an der Universität Aarhus/Dänemark.
2014 war sie Research Fellow am Max-Weber-Kolleg in Erfurt, 2016 bis 2017 Distinguished Visiting Professor of the New Testament an der Candler School of Theology, Emory University in Atlanta, Georgia/USA und 2017–2018 Fellow am Israel Institute for Advanced Studies der Hebrew University in Jerusalem/Israel.
Von 2013 bis 2015 war sie Präsidentin der Gelehrten Gesellschaft (Det Lærde Selskab) der Universität Aarhus.

## Werk und Forschung
Eve-Marie Beckers Forschungsschwerpunkte sind frühchristliche Historiographie (besonders Markusevangelium) und Epistolographie (besonders Philipperbrief) im Rahmen der griechisch-römischen Literaturgeschichte. Weitere Forschungsgebiete sind Biographie und Autobiographie sowie neutestamentliche Hermeneutik.

## Schriften (Auswahl)
- Schreiben und Verstehen. Paulinische Briefhermeneutik im Zweiten Korintherbrief (= Neutestamentliche Entwürfe zur Theologie 4). Francke Verlag, Tübingen/Basel 2002.
- Letter Hermeneutics in Second Corinthians: Studies in Literarkritik and Communication Theory (= JSNT.S 279). T & T Clark, London/New York 2004.
- Das Markus-Evangelium im Rahmen antiker Historiographie (= Wissenschaftliche Untersuchungen zum Neuen Testament 194). Mohr Siebeck, Tübingen 2006.
- Der Begriff der Demut bei Paulus. Mohr Siebeck, Tübingen 2015, ISBN 978-3-16-154171-1.
  - Paul on Humility. Translated by W. Coppins (= Baylor Mohr Siebeck Studies in Early Christianity). Baylor, Waco 2020.
- The Birth of Christian History: Memory and Time from Mark to Luke-Acts (= AncB Reference Library Series). Yale University Press, New Haven 2017.
- Der früheste Evangelist. Studien zum Markusevangelium (= Wissenschaftliche Untersuchungen zum Neuen Testament 380). Mohr Siebeck, Tübingen 2017.
- Der Philipperbrief des Paulus. Vorarbeiten zu einem Kommentar (= Neutestamentliche Entwürfe zur Theologie 29). Narr Francke Attempto, Tübingen 2020. - open access;

### Als Herausgeberin (Auswahl)
- zus. mit J. Rüpke: Autoren in religiösen literarischen Texten der späthellenistischen und der frühkaiserzeitlichen Welt. Zwölf Fallstudien, Tübingen: Mohr Siebeck, 2018 (CRPG 3). - open access: https://viewer.content-select.com/pdf/viewer?ip=87.155.6.13&id_type=isbn&identifiers=9783161561382&signature=a850b17b1e740b803f92f739faae5861438004de&frontend=1&language=deu
- zus. mit J. Mortensen: Paul as Homo Novus: Authorial Strategies of Self-Fashioning in Light of a Ciceronian Term, Göttingen/Bristol: Vandenhoeck & Ruprecht, 2018 (SANt 6).
- zus. mit A. Runesson: Mark and Matthew II: Comparative Readings: Reception History, Cultural Hermeneutics, and Theology, Tübingen: Mohr Siebeck, 2013 (WUNT 304).
- zus. mit T. Engberg-Pedersen/M. Müller: Mark and Paul: Comparative Essays Part II. For and Against Pauline Influence on Mark, Berlin/Boston: Walter de Gruyter, 2014 (BZNW 199) (paperback 2017).
- zus. mit S. Scholz: Kanon in Konstruktion und Dekonstruktion. Kanonisierungsprozesse religiöser Texte von der Antike bis zur Gegenwart. Ein Handbuch, Berlin/Boston: Walter de Gruyter, 2012.
- zus. mit A. Runesson: Mark and Matthew I: Comparative Readings: Understanding the Earliest Gospels in their First-Century Setting, Tübingen: Mohr Siebeck, 2011 (WUNT 271).
- Die antike Historiographie und die Anfänge der christlichen Geschichtsschreibung, Berlin/New York: Walter de Gruyter, 2005 (BZNW 129).